# WBC Györ

## Títulos
- 1 Liga: 2012
- Copa: Subcampeón en 2012 y 2013

## Plantilla 2013-14
- Bases: Noémi Czirják (1,76), Dalma Lengyel (1,72)
- Escoltas:  Milica Ivanovic (1,78), Barbara Semsei (1,77), Dóra Koch (1,76), Kinga Pénzes (1,75)
- Aleras: Réka Fejes (1,85), Anna Laklóth (1,83)
- Ala-pívots:  Joslyn Tinkle (1,91), Anna Mansaré (1,88), Barbara Török (1,86)
- Pívots:  Danielle Diamant, Ágnes Dobos (1,90)

Entrenador: Tamas Bencze